# Улицы Казани
Улицы Казани — городская инфраструктура, обеспечивающая пешеходное и транспортное движение, а также проживание и обслуживание населения Казани. Многие улицы исторического центра города являются объектами культурного наследия регионального (республиканского) значения как достопримечательности культурного слоя города Казани.
Казань была основана в 1005 году и являлась городом на окраине Волжской Булгарии. В 1552 году Казань была завоёвана Московским княжеством и с тех пор входит в состав России, став центром Казанского ханства. В 1708 г. Казань, будучи столицей Казанской губернии, начала приобретать более упорядоченную застройку.

## История

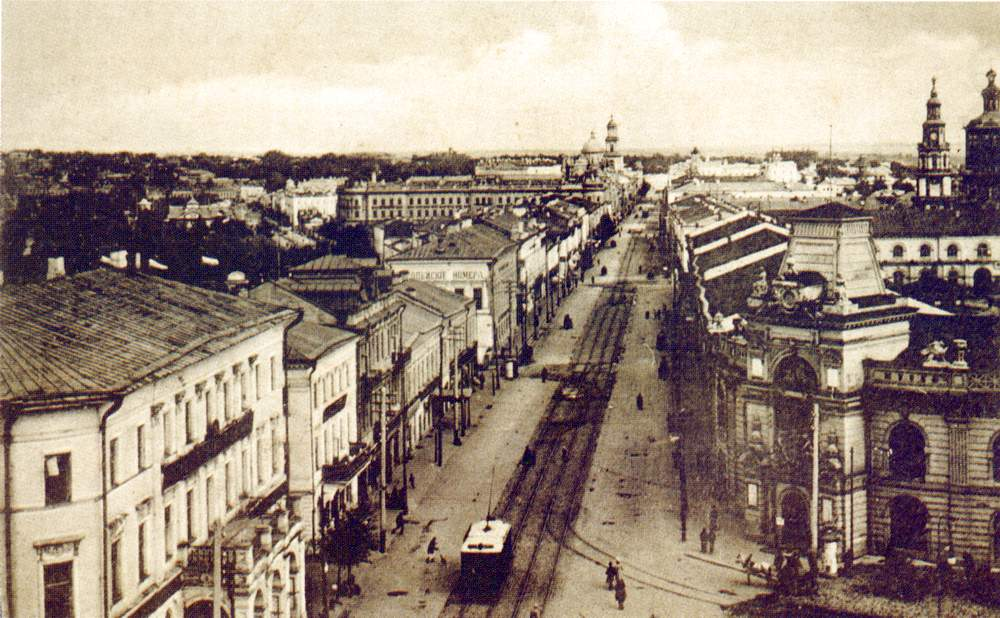
Кремлёвская улица в начале XX века

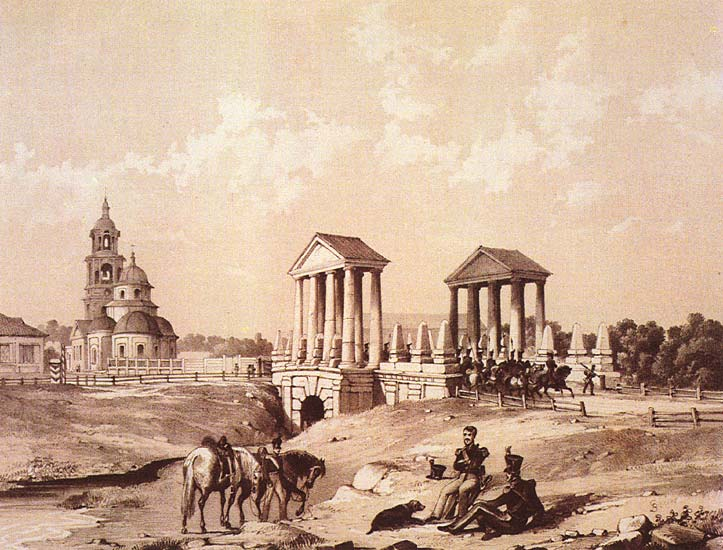
Мост у Сибирской заставы на Сибирском (Арском) тракте между Варваринской церковью и военным госпиталем в 1840-е годы. Сейчас улица Карла Маркса

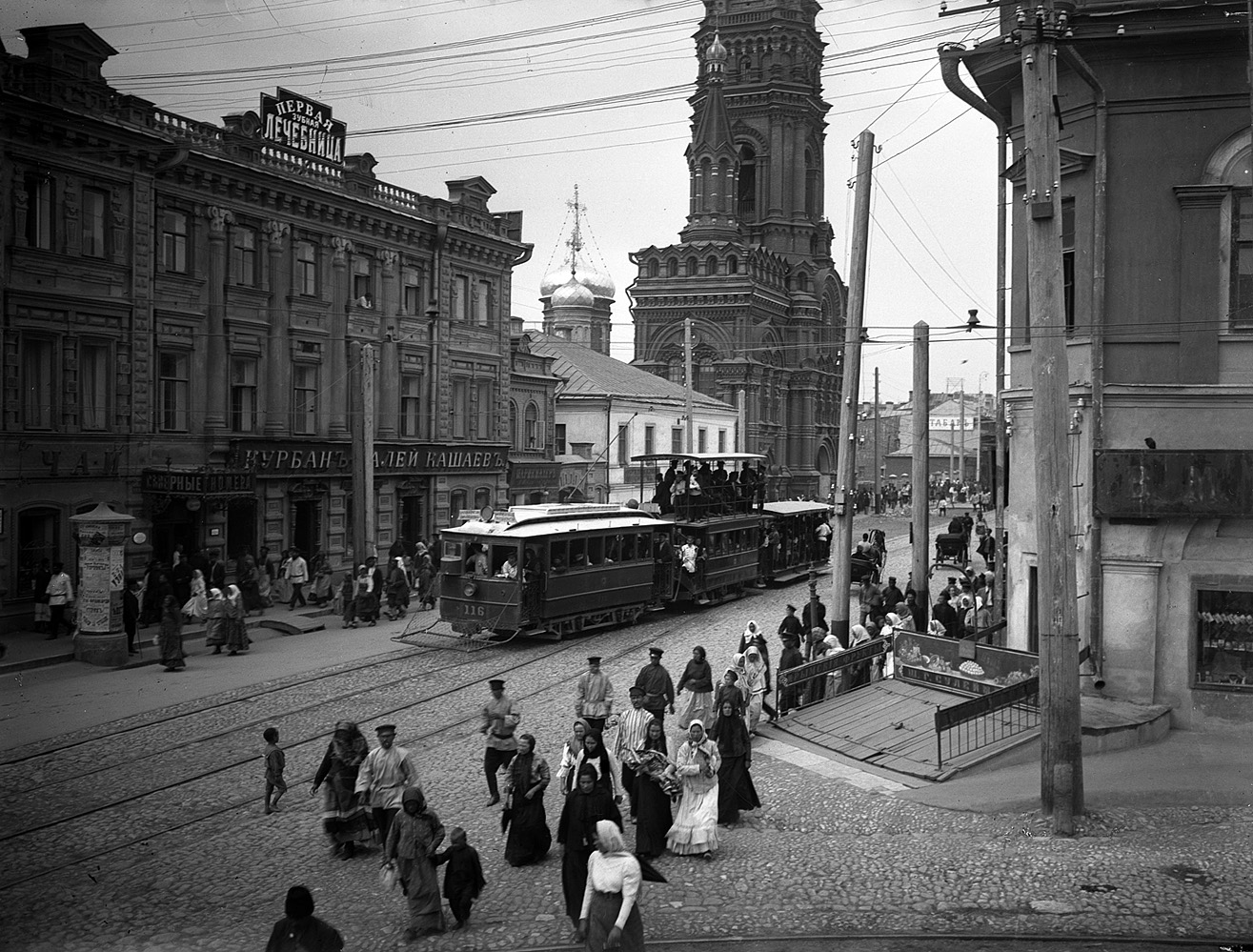
Большая Проломная улица (начало XX в.) — сейчас улица Баумана

Структура планировки Казани в середине XVII — начале XVIII веков представляла собой три основные части города — Кремль, посад и слободы, объединённые радиальными улицами. Для верхней террасы города характерна трассировка улиц по линиям водоразделов. Система "Кремль — торговая площадь" — посад была характерна для русских городов, и это отразилось на Казани.
Улицы большинства слобод в центре города в основном шли вдоль посадских стен и пересекались радиальными улицами, идущими от ворот города.
Вдоль левого берега озера Кабан расположена Татарская слобода, которая имеет традиции татарских поселений Казанской земли. Уличная структура татарских сёл характеризуется особой чертой, образуя обилие извилистых улочек и тупиков. Дома строились с небольшим отступом от проезжей части улицы, вглубь усадебных участков.
К середине XVIII века Казань неофициально становится «столицей Поволжья», и созданная в Санкт-Петербурге строительная Комиссия включила и Казань в список из 200 городов, которые следовало застраивать по регулярным планам. Данная Комиссия создана Указом императрицы Екатерины II «О сделаньи всем городам, их строению и улицам специальных планов по каждой губернии особо».
С 1767 года в Казани начинает свою работу архитектор В. И. Кафтырев, который составил первый регулярный план Казани (1768 год). По его проектам в Казани были построены десятки жилых, административных и культовых зданий.
В 1774 году город занимается войсками Емельяна Пугачёва, а кремль подвергается осаде. После ухода пугачёвцев большая часть города, сильнее всего — посад, была уничтожена огнём. После пугачёвского нашествия город был основательно перестроен по предложенному ранее В. И. Кафтыревым плану, согласно которому предусматривалось увеличение города с запада на восток и с севера на юг в сочетании с веерной и прямоугольной планировочными системами. Центральной точкой по-прежнему оставался кремль, от которого радиально отходили широкие улицы (Проломная, Воскресенская, Арская). Другой направляющей линией застройки, согласно плану, стали Булак и озеро Кабан. Параллельно им были намечены Вознесенская, Московская, Екатерининская улицы.
Генеральные планы Казани составлялись также 1839, 1842, 1845 и 1914 годах, но основу их составлял «кафтыревский» план 1768 года, который подразумевал не вносить большие изменения в центральную часть города.
К 1895 году Казань вмещала 176 улиц и переулков, 135 из них приходились на сам город, 41 — на пригородные слободы. Семнадцать улиц имели длину больше 1 версты (1066,8 м). В 1914 году количество улиц в Казани приближалось к 270 с переулками и площадями.
В советское и постсоветское время планы развития города составлялись в 1924, 1927, 1933, 1946, 1969 и 2007 годах.
В довоенные и военные годы в Казани бурно развивалась промышленная база, что подвигло к появлению т. н. промышленных зон и примыкающих улиц — Дементьева, Техническая и др. Казань стала одним из городов, где в 1956—1959 годах запретили строительство новых промышленных предприятий.
С 1950-х годов застраиваются большие городские районы по типовым проектам, созданы новые микрорайоны и крупные общественные сооружения. Основными направлениями застройки являлись нынешний Приволжский район (проспект Победы, Зорге и др.) и Ново-Савиновский (Ямашева, Ибрагимова и др.).
К 1961 году Казань насчитывала более 1300 улиц и переулков с суммарной длиной около 800 км, а в 1982 году улиц стало более 1600.
В советские времена названия улицам присваивалось решением Совета министров или решением горисполкома, после 1991 года постановлением Кабинета министров Республики Татарстан или мэрией Казани.
С начала 1990-х годов в Казани осуществляются работы по обустройству исторической части города, возрождению утраченных исторических объектов.
Центральные улицы Казани — это Шейкмана (на территории кремля), Кремлёвская, Баумана, Пушкина, Татарстан.
Самая протяжённая улица Казани — ТЭЦевская улица (~9,9 км). Ближайший «конкурент» — проспект Победы (~9,8 км).
Самая широкая улица центра города — улица Дзержинского, из-за разделяющего чётную и нечётную стороны улицы парка Чёрное Озеро её ширина превышает 125 м.

## Топонимика

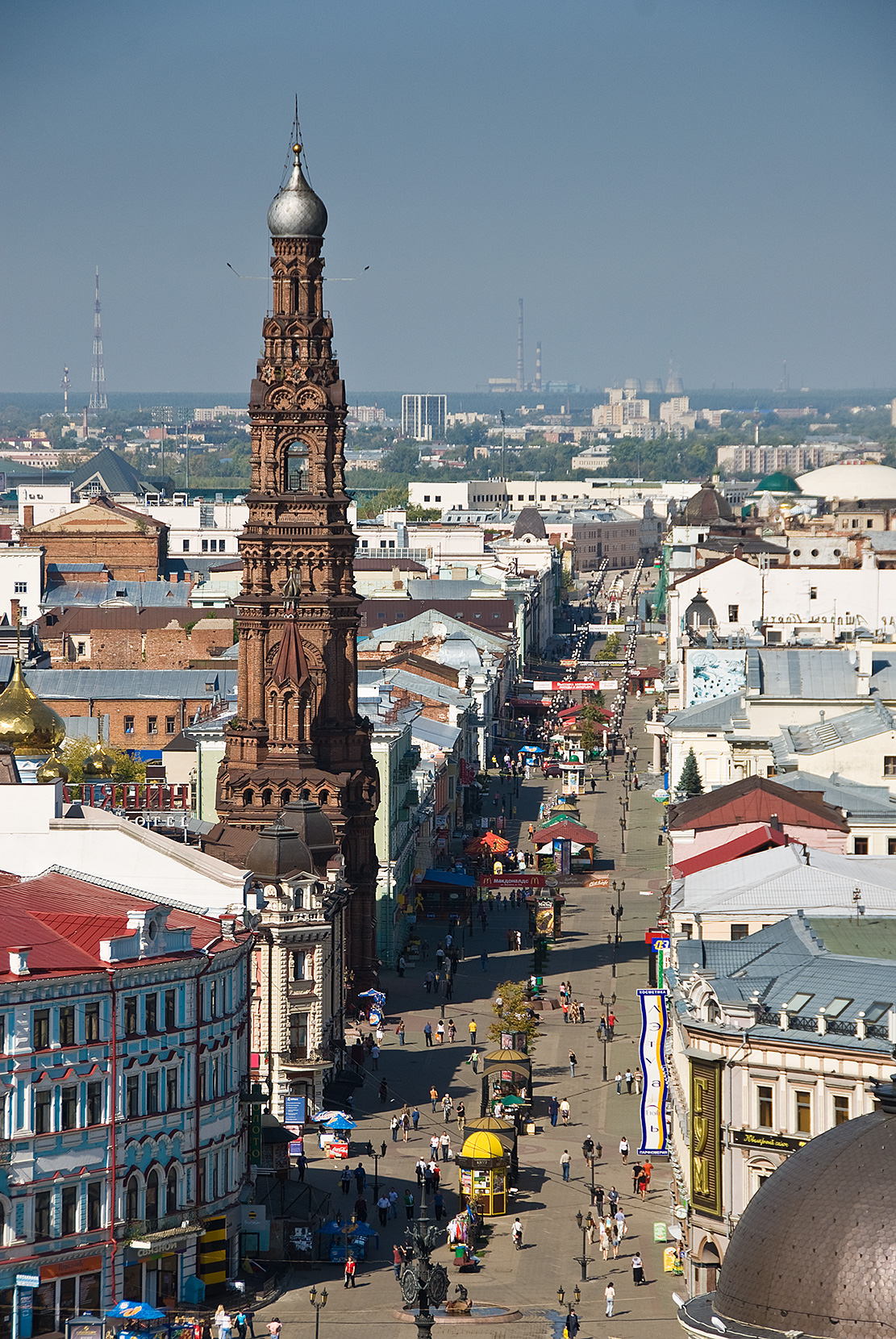
Улица Баумана — пешеходная улица Казани

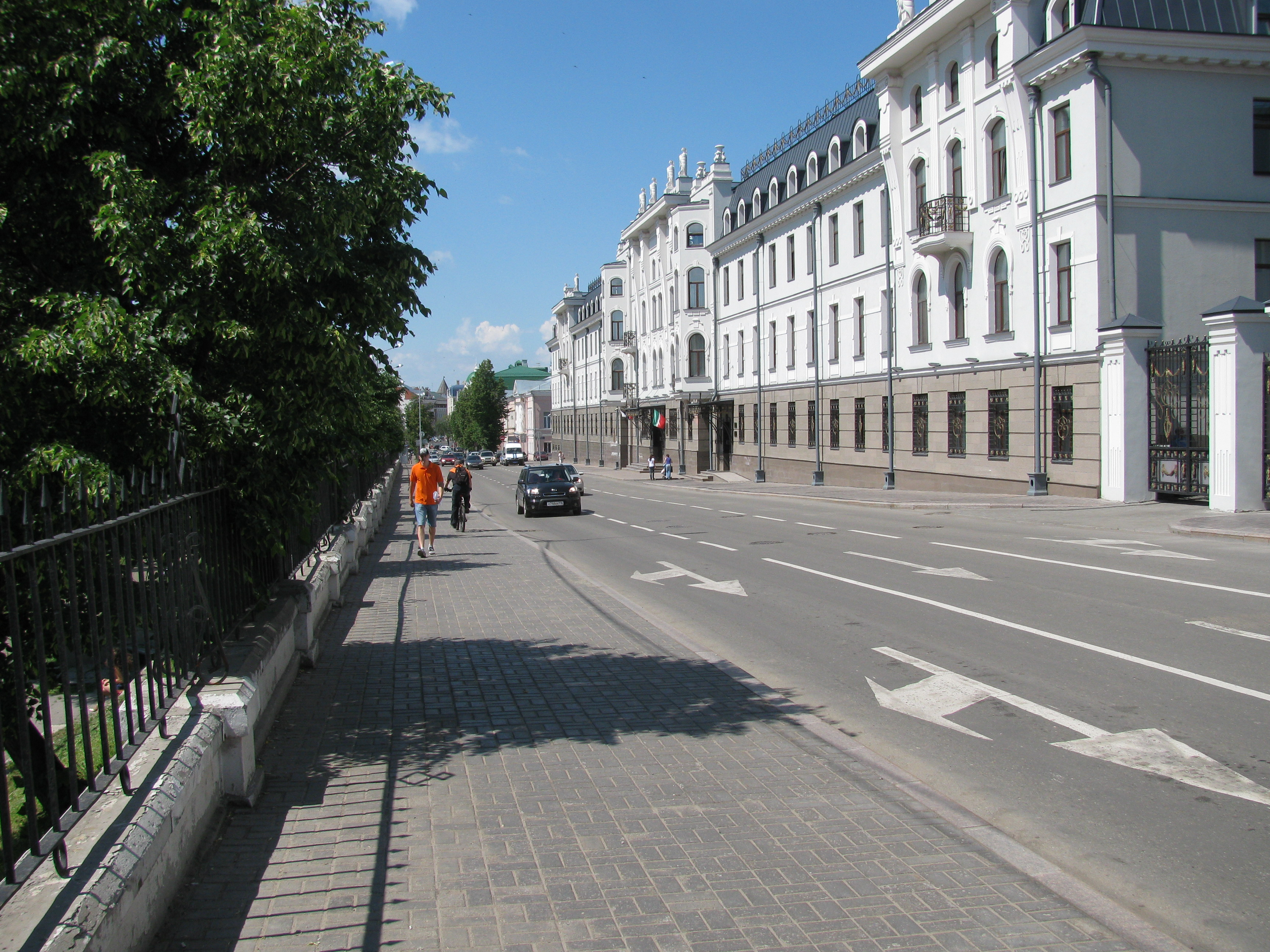
Улица Дзержинского

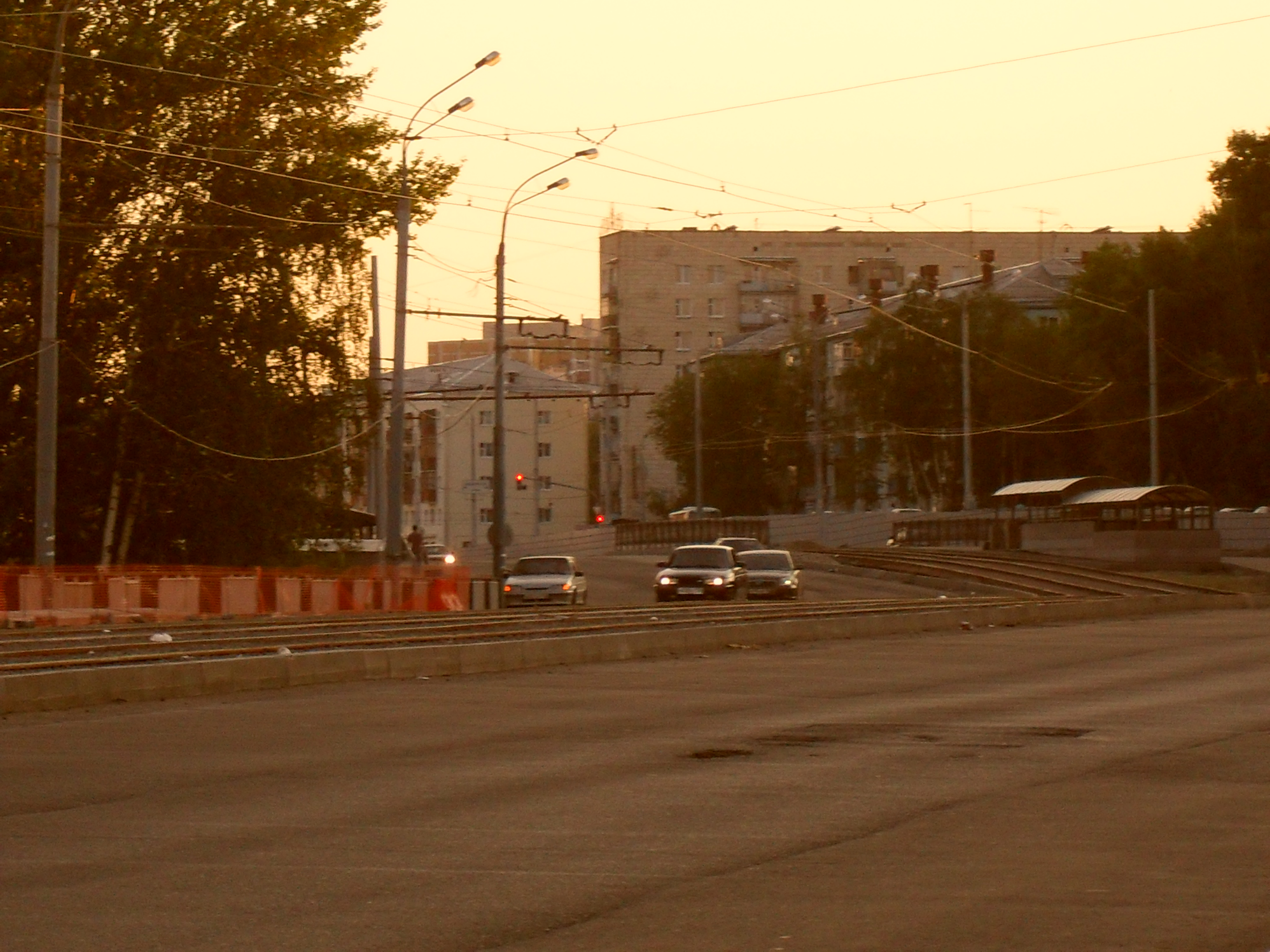
Проспект Ямашева

Топонимия Казани формировалась на основе национальных, исторических, географических, советских и современных принципов присвоения наименований улицам.
Улицы именовались по расположенным на них церквям (Воздвиженская, Вознесенская, Воскресенская, Петропавловская и др.), по лечебным, торговым и промышленным учреждениям (Госпитальная, Газовая, Заводская, Кузнечная, Горшечная улицы, Тулуповка, Рыбнорядская площадь, Бойничная улица, Толчок).
Часть улиц именовались в честь российских императоров (Екатерининские, Николаевские), поэтов и писателей (Пушкинская, Жуковского, Чехова), учёных Казани (Лобачевского, Фуксовская). По казанским слободам были названы Академическая, Адмиралтейская, Кизическая улицы. По конечным пунктам междугородных дорог — Московские (старый и новый), Оренбургский, Сибирский тракты.
По особенным ландшафтам в старой Казани существовали Первая, Вторая и Третья Горы с аналогичным количеством Оврагов, а также Нагорная и Подлужная улицы. Водные объекты дали названия Правой и Левой набережным Булака, Набережной, Черноозёрской, Чистоозёрской улицам.
В 1914 году был разработан новый план Казани, на котором по постановлению городской думы целый ряд улиц претерпел переименование, а многие другие получили свои первые персональные названия. Переименование коснулось, в первую очередь, режущих слух названий. Переулки Кошачий и Собачий стали, соответственно, Юшковым переулком и Некрасовской улицей, Мокрая — Ильинской, Поперечно-Мокрая — Серебряной, Задняя Козья — Западной.
Помимо названных по сторонам света улиц в Козьей слободе, следует отметить большой набор улиц с именами писателей. В районе Академической слободы были сформированы в некотором роде «литераторские мостки»: появились улицы Белинского (бывшая Односторонка Арского поля), Гончаровская (1-я Солдатская), Достоевского (2-я Солдатская), Карамзинская (1-я Академическая), Островского (2-я Академическая), Аксаковская (Поперечно-Академическая), Тургеневская (Кирпичнозаводская).
Комиссариатскую улицу назвали улицей Крылова, Поперечно-Горшечную — Гоголя, Старо-Горшечную — Льва Толстого, Поперечную Второй и Третьей Горы — Кольцовской.
Медицинская тематика наблюдается в названиях: Госпитальный переулок назвали Пироговским, а Ново-Горшечную улицу — Виноградовской (в честь видного профессора-терапевта, жившего на ней). Теперь последняя носит имя Бутлерова, которое тогда было присвоено некоей Односторонке 8-го квартала 3-й части.
После войны 1812 года появились новые герои, коих также запечатлели в названиях улиц — Мининская, Сусанинская, а также местных промышленных воротил — Крестовниковская и Крупениковская. Некоторые улицы получили имена в честь видных татарских просветителей (Насыровская улица, Марджанийский и Халфинский переулки). В память скончавшегося родоначальника татарской литературы Габдуллы Тукая в 1913 году безымянный переулок в 5-й части города получил название Тукаевского. В Адмиралтейской слободе появились улицы имени Петра Великого и его сподвижников — Меншикова, Шереметьева, Репнина, а в Ягодной — улицы Курбского, Годуновская, Грозный переулок.
Наименования улиц по названиям географических объектов: Сибирская, Уральская, Пермская, Вятская, Чистопольская, Камская, Ленская и т. д. В Кизической слободе улицы называли по профилю местных земель (Лесная, Луговая, Полевая, Выгонная).
Многие улицы и переулки сохранили свои названия до сих пор. Среди них Большая и Малая Красные, Касаткина и др.
После Октябрьской революции 1917 года появились названия таких улиц как: Восстания, Борьбы, 25-го Октября, Революции, Краснооктябрьская, Пролетарская, Советская, Красная Позиция.
Названия теперь были связаны с именами вождей мирового пролетариата Маркса, Энгельса, Ленина, деятелей русского и международного рабочего движения — Ульяновых, Крупской, Клары Цеткин, Тельмана, Димитрова, Карла Либкнехта, Баумана, Кирова, Дзержинского, Луначарского, Семашко, героев Гражданской и Великой Отечественной войн — Блюхера, Котовского, Пархоменко, Доватора, Гастелло, Матросова, Зои Космодемьянской; первопроходцев космоса — Гагарина, Космонавтов, Комарова, Королёва.
Становление советской власти в Казани и Татарии отразилось в улицах имени Комлева, Николая Ершова, Адоратского, Олькеницкого, Шейнкмана, Яна Юдина, Несмелова, Гладилова.
Писатели и другие культурные деятели отражены в названиях улиц: Фонвизина, Грибоедова, Мамина-Сибиряка, Салтыкова-Щедрина, Брюсова, Маяковского, Багрицкого, Вересаева, Тренёва, Пришвина, Бажова, Гайдара, Шевченко, Руставели, Джамбула, Райниса, Абая Кунанбая, Садретдина Айни, композиторов Глинки, Бородина, Чайковского, певца Собинова, художников Айвазовского, Шишкина, Левитана, Верещагина, Васнецова.
Ряд улиц назван именами руководителей народных восстаний Степана Разина и Пугачёва, героев войны 1612 года Минина и Пожарского, общественно-политических деятелей России — Радищева. Следует отметить и декабристов, в том числе Пестеля, Бестужева, Рылеева, демократов Герцена, Добролюбова, Чернышевского.
Улицы, названные в честь казанских учёных: медиков Вишневского, Адамюка, Груздева, Бехтерева и химиков Бутлерова, Зинина, академика Арбузова.
О фактах, что в Казани родился и провёл своё детство великий русский певец Ф. И. Шаляпин, а актёр В. И. Качалов начал здесь свою жизнь в искусстве, также свидетельствуют названия улиц.
Казань являлась столицей Татарской АССР, что позволило создать улицы Татарстан и ТатЦИКа, а также носящие имена общественных деятелей, героев Великой Отечественной войны, писателей, композиторов, учёных: проспект Ямашева, улицы Мулланура Вахитова, Нариманова, Дулат-Али, Зайни Султана, Камиля Якуба, Мусы Джалиля, Гафиатуллина, Братьев Касимовых, Тукаевская улица, улицы Хади Такташа, Аделя Кутуя, Г. Камала, Салиха Сайдашева, Камая и др.
Многие улицы именованы в честь районов и городов Татарстана (Апастовская, Мензелинская, Чистопольская, Берсутская и др.), а также деревень и посёлков, которые вошли в черту города (Ометьевская, Караваевская, Савиновская). Реки Волга и Казанка также дали названия улицам (Приволжская, Берег реки Казанки, Набережная Казанки). Национальный колорит отражён в татарских названиях улиц: Зур Урам (Большая), Тар Урам (Узкая), Эш Урам (Рабочая), Юл Урам (Дорожная), Якты Юл (Светлый путь), Яшель (Зелёная), Яшляр (Молодёжная), Тыныч (Спокойная) и др.
Названия улиц в честь республик СССР отражены в названиях улиц: Белорусская, Минская, Молдавская и другие, как, впрочем, и основанные в СССР праздники: 8 Марта, Первого Мая, 9 Мая.
Новая действительность советского периода дала такие названия, как: Совнаркомовская, Горсовета, Профсоюзная, Комсомольская, Колхозная, Совхозная, Делегатская, Тэцевская, Телецентра. О важных группах советского общества говорят названия улиц Рабочая, Аграрная, Рабочей молодёжи, Студенческая, Пионерская.
Характер трудовой деятельности людей отражён в названиях Коллективная, Ударная, Авангардная, Соревнования, Солидарности, Энтузиастов, Новаторов. Оптимистические названия улиц видны в названиях Светлая, Ясная, Бодрая, Боевая, Отрадная, Счастливая, Вольная, Юности, Мира, Родины, Правды, Труда.
Развитие в стране физкультуры отразилось в названиях улиц: Спортивная, Стадионная, Физкультурная, Футбольная, Туристическая, Альпинистов.
Профессии дали названия улицам: Паровозников, Металлистов, Меховщиков, Энергетиков, Электрика, Комбайнёрская, Кузнечная, Рыбацкая, Красный Пожарник, Химиков. Флора отражена в названиях многих улиц: Садовая, Огородная, Целинная, Парниковая, Грунтовая, Плодовая, Фруктовая, Ягодная, Цветочная. Дали названия улицам и деревья — Сосновая, Еловая, Пихтовая, Ясеневая, Липовая, Кленовая, Берёзовая, Тополевая улицы, Яблоневый переулок.
Ландшафт и рельеф по прежнему является практикой наименования улиц. В советское время появились улицы Степная, Озёрная, Дачная, Береговая, Русловая, Подлесная, Подгорная, Равнинная, Долинная, Пологая, Возвышенная, Холмовая, Надпойменная, Откосная, Подъёмная, Овражная, Насыпная, Заливная, Нижняя.
А некоторые улицы уподобились по названиям дорогам — Дорожная, Просёлочная, Проезжая. Отношение улиц по местоположению в городе отразилось в таких названиях, как Главная, Центральная, Местная, Передняя, Средняя, Задняя, Начальная, Конечная, Въезжая, Окружная, Окольная, Окраинная, Отдалённая, Межевая, Смежная, Граничная.
До революции существовала улица Узенькая, а затем появились Широкая, Просторная, Свободная, Прямая, Фигурная.
Социалистический уклад жизни образовал такие улицы как Новобытная, Новинка.
Улицы именованы и по временам года (Весенняя, Летняя, Зимняя и две Осенних — Большая и Малая), и по календарю и его месяцам (Календарная, Февральская, Майская, Сентябрьская, Октябрьская). С зимой связаны Вьюжная, Снежная, Студёная.
Рост города за счёт присоединения близлежащих населённых пунктов к Казани приводит к «задвоению» названий улиц, что также является одним из поводов к переименованию. Помимо этого проявляются и реализуются инициативы по переименованию в соответствии с реалиями современности. В частности в 2005 году в Казани улицам с названиями, отнесёнными к коммунистическому прошлому России, массово присваивались исторические или новые названия. Так, улица Клары Цеткин была переименована в улицу Бишбалта (рус. Пять Топоров). Однако через некоторое время, после массовых протестов граждан, улице вернули имя Клары Цеткин.
Одним из последних нововведений явилось переименование Взлётной улицы, название которой утратило свой смысл из-за переноса аэропорта. Новое название улица получила как проспект Альберта Камалеева в честь бывшего главы администрации Советского района. Также в 2015 году улица Эсперанто была переименована в улицу Нурсултана Назарбаева в честь казахстанского президента прижизненно.

## Транспортная сеть
Улицы Казани несут одну из своих важнейших функций — транспортную.
В 1812 году император Александр I повелевал всем приходящим в Казань судам везти по 10—30 камней для мощения улиц и площадей. Первой была замощена Рыбнорядская площадь. До 1829 улицы Казани мостили брёвнами, а тротуары делали из досок, что было пожаронебезопасно. Когда начали мостить улицы камнем, то использовали местный аксинский камень, а также привозной. Асфальтировать улицы начали с 1878 года. Мощение и асфальтирование позволило незначительно снизить «пыльность» улиц и повысить комфорт при езде.

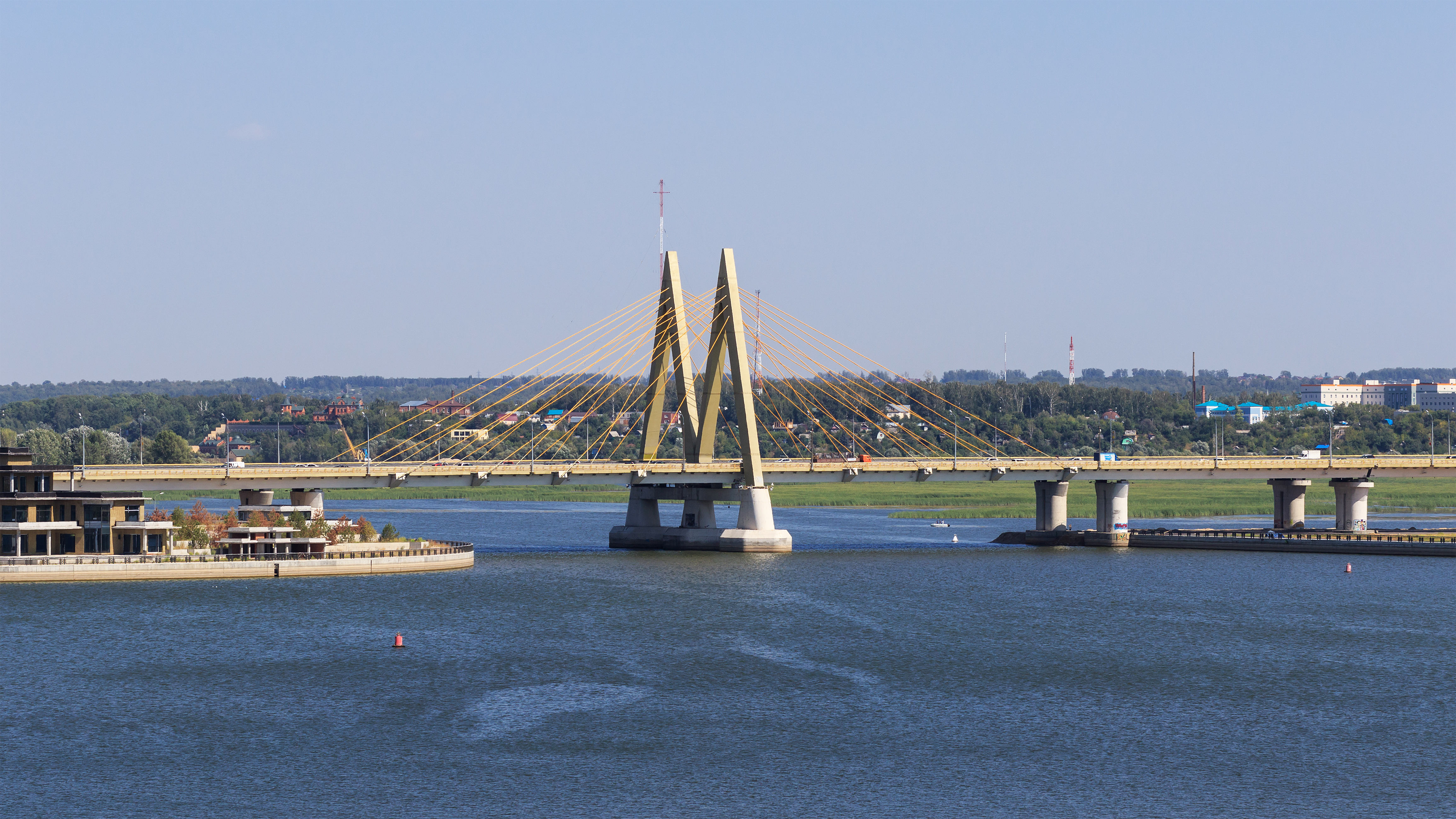
Мост Миллениум

Долгое время уличная инфраструктура развивалась постепенно, естественным путём. Таким образом к 1990-м годам на миллионный город имелось всего:
- 4 подземных перехода (у железнодорожного вокзала, на улице Арбузова, на площади Тукая и на перекрёстке улиц Восстания и Декабристов)
- 3 двухуровневых развязки (у РКБ, на Сибирском тракте над проспектом Ямашева и на проспекте Ибрагимова и проспекте Ямашева). Также долгостроем была развязка на проспекте Ямашева в районе улицы Гаврилова. До строительства объездной дороги через город транзитом шёл транспорт по трассе М7.

Подготовка к празднованию 1000-летия Казани дала качественный скачок развитию улиц, многие были реконструированы и расширены, перераспределены потоки общественного транспорта. Уличное строительство и ремонт затронули 57 объектов, ремонт проведён на площади 620 тыс. м²., реконструкция и строительство на площади 550 тыс. м². Таким образом расширены Оренбургский тракт, Горьковское шоссе, улицы Вишневского и Ершова со строительством двухуровневой эстакады, с выходом к построенной в 2005 году первой очереди моста Миллениум. Завершена развязка-долгострой на проспекте Ямашева в районе улицы Гаврилова.

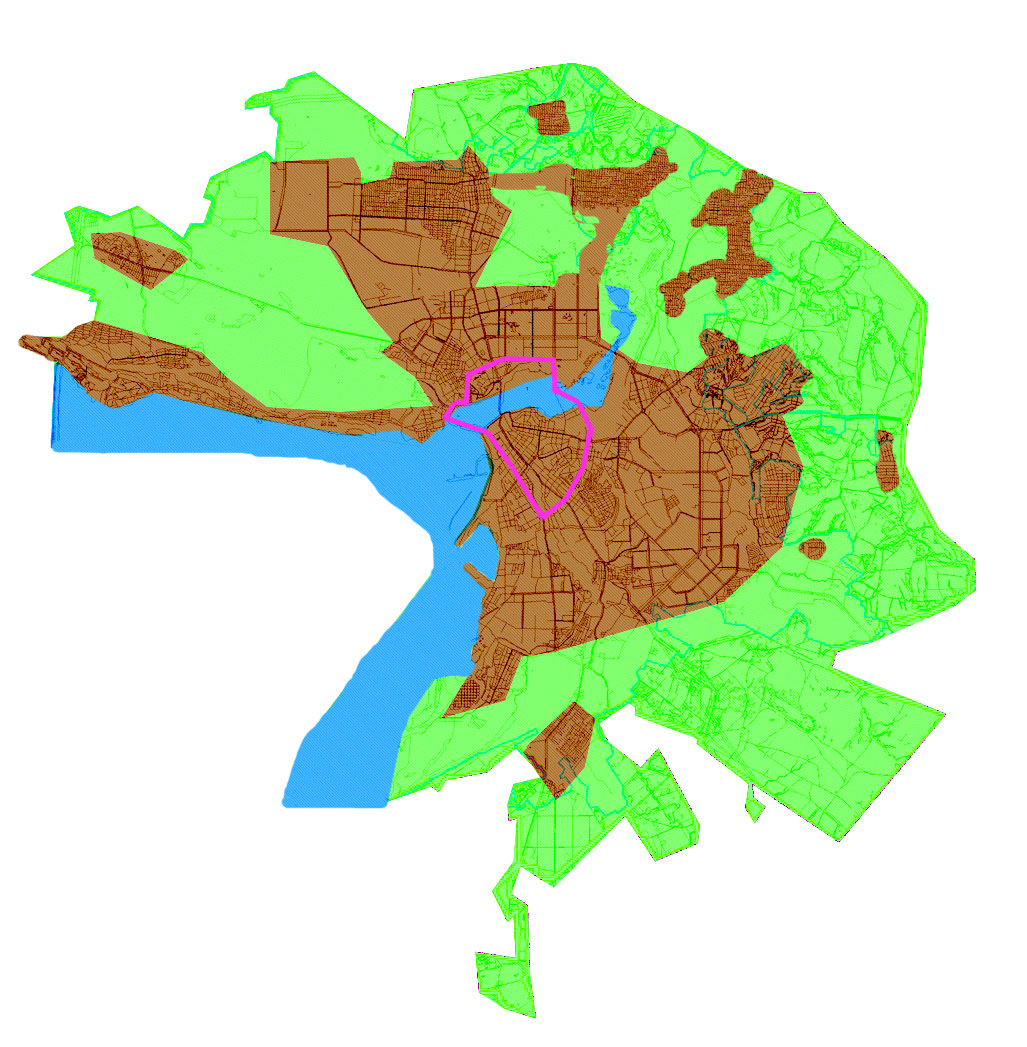
Малое Казанское кольцо

С 2005 года город через Казанку соединяется четырьмя основными мостами:
- Кремлёвский (Ленинский) мост — соединяет сеть улиц у Казанского кремля и улицу Декабристов;
- Адмиралтейская (Кировская) транспортная дамба с автомобильным и железнодорожным мостом, это улица Саид-Галеева — соединяет Вахитовский и Кировский районы.

Оба перехода построены в 1950-х годах.
- Ямашевский (Компрессорный) мост — соединяет проспект Хусаина Ямашева и улицу Академика Арбузова, построен в 1977 году;
- Мост Миллениум — соединяет улицу Вишневского и проспект Амирхана, возведён в 2 этапа, в 2005 и 2007 годах.

Крупные магистрали образуют своеобразные кольца: Малое (Амирхана, Чистопольская и др.) и Большое (проспекты Ямашева, Победы и др.). Объездная дорога также полукольцом огибает Казань с запада, севера и востока.
Проведение в Казани универсиады стало ещё одной составляющей, позволяющей перераспределить многократно возросшие транспортные потоки в городе. На опыте подготовки к 1000-летию продолжилось расширение улиц (Несмелова, Большая Крыловка и др.), капитальный ремонт (Бутлерова, Горького, проспект Победы). Активизировалось строительство двухуровневых эстакад (Ямашева — Амирхана, Ямашева — Ленская, Амирхана — Чистопольская, проспект Победы — Сахарова, проспект Победы — Зорге, Тихомирнова — Вишневского, у Танкового кольца)
Одним из трудоёмких моментов является реконструкция Кремлёвского моста, где также будет построен второй уровень для движения.